# Pei Leang
Pei Leang (Leang Septentrional) fou un estat del Kansu establert pels xiongnu vers el 397. El regne fou conquerir per la dinastia Wei el 439 i la casa reial va fugir amb els seus a Turfan, regne del que es van apoderar el 442 i hi van governar fins al 460